# سان پیر دایزونتزو
سان پیر دایزونتزو (به ایتالیایی: San Pier d'Isonzo) یک کومونه در ایتالیا است که در استان گوریتزیا واقع شده‌است. سان پیر دایزونتزو ۹ کیلومتر مربع مساحت و ۱٬۸۹۲ نفر جمعیت دارد و ۱۸ متر بالاتر از سطح دریا واقع شده‌است.